# Comté de Nice
Pour les articles homonymes, voir Nice (homonymie).
Ne doit pas être confondu avec Comté de Nice (ferry).
1388–1793
1814 – 1818
430 ans, 1 mois et 13 jours
Entités précédentes :
- Saint-Empire romain germanique >  Comté de Provence :
- viguerie de Nice
- val de Lantosque
- viguerie de Puget-Théniers
- baronnie de Barcelonnette

Entités suivantes :
- Royaume de Sardaigne :
- Division de Nice

Le comté de Nice (en italien : contea di Nizza ; en niçois : la Comtat de Niça ou la countea de Nissa) est un ancien État de Savoie. Créé en 1388 par la dédition de Nice à la Savoie, dans le cadre de la guerre de succession de Provence, sa cession à la maison de Savoie est ratifiée en 1419, comme fief impérial du Saint-Empire. Jusqu'en 1526, cette acquisition territoriale est désignée sous le nom de « Terres neuves de Provence » qui comprennent les vigueries de Nice, du val de Lantosque, du comté de Vintimille, de la viguerie de Puget-Théniers, outre la baillie de Barcelonnette et la baronnie de Beuil,. Au XVIe siècle, s’y ajoutent la seigneurie de Dolceacqua (1524) et le comté de Tende (1581). En 1793, le comté occupé devient partie intégrante de la République française comme 85e département, dénommé Alpes-Maritimes. Redevenu sarde en 1814, le comté devient la division de Nice en 1818, dans le cadre de la réorganisation du royaume de Sardaigne, puis en 1860, la majeure partie de son territoire est annexée à la France, après plébiscite.
Au fil du temps, les frontières du comté de Nice ont quelque peu évolué. Il correspond aujourd'hui à peu près à l'arrondissement de Nice, dans le département des Alpes-Maritimes, et reste une région culturelle désignée sous le nom de Pays niçois.

## Histoire

### Dédition de Nice à la Savoie

Evolution territoriale du comté de Nice de 1388 à 1818.

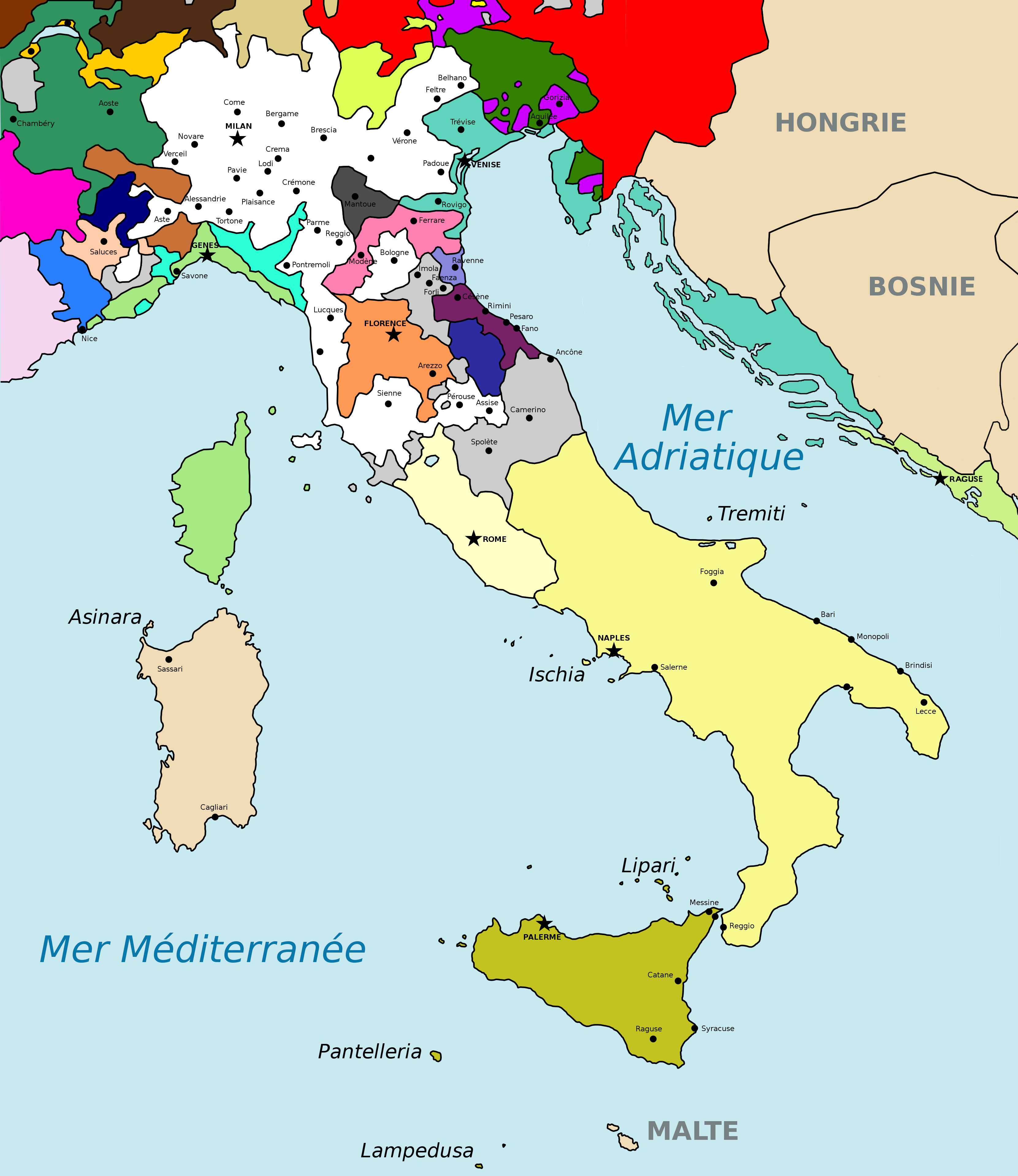
Carte de l'Italie du Nord en 1402.

En 1380, la comtesse Jeanne Ire de Naples (1348-1382) — mieux connue sous le nom de reine Jeanne —, sans enfants, adopte Louis d'Anjou, le frère du roi de France Charles V. Le duc Charles de Duras (ou Durazzo), cousin de Louis, mène alors l'Union d'Aix, le parti provençal anti-angevin, et assassine Jeanne, entraînant une guerre de succession qui se terminera par la victoire du parti d'Anjou. Prenant avantage des troubles, le comte de Savoie Amédée VII le Rouge, qui souhaite avoir un accès vers la mer, négocie avec Jean Grimaldi de Beuil. Celui-ci, baron de Beuil, gouverneur de Nice et sénéchal, a en effet la volonté de soustraire à la suzeraineté du comté de Provence sa partie orientale située en rive gauche du Var et de l'Estéron.

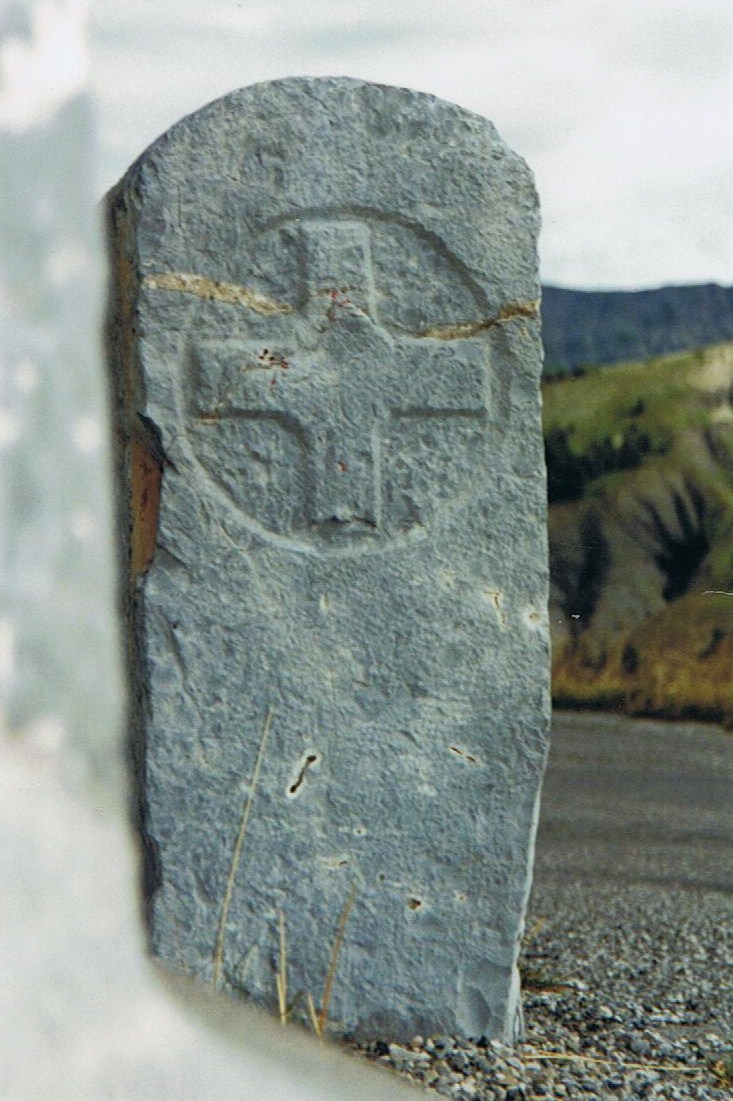
Borne frontière entre les États de Savoie (croix de Savoie) à l'est et la France (fleur de lys) à l'ouest, au col des Champs à Entraunes.

Pour sa part, le comte de Savoie voit dans la réalisation d'une dédition de Nice à la Savoie l'occasion d'élargir ses terres avec un débouché sur la mer Méditerranée. Sous l'influence de Jean Grimaldi de Beuil, qui commande la garnison de Nice, les Niçois se soumettent en échange de protections face au pro-angevins. L'accord est scellé à l'abbaye Saint-Pons le 28 septembre 1388, suivant lequel la ville de Nice et sa viguerie, la viguerie de Puget-Théniers et les vallées du Haut-Var (hormis Guillaumes), du Cians (avec Beuil), de la Tinée et de la Vésubie sont incorporées aux États de Savoie. Division qui englobera aussi la vallée de l'Ubaye. Au total, la nouvelle entité rassemble quatre vigueries : celle de Nice, celle du val de Lantosque, celle de Puget-Théniers et celle de Barcelonnette. En 1388 la commune de Nice se détache de la Ligurie pour être mise sous la protection des comtes de Savoie guidé par Amédée VII de Savoie : « au pacte que jamais la ville ne sera livrée aux Français ».
Le comté de Savoie est à l'époque un État puissant, doté d'une importante force armée, prospère et bien administré, contrairement à la Provence. Avec l'accord des populations, l'armée savoyarde s'installe alors dans ces terres neuves et Nice en devient la capitale sous l'autorité civile et militaire d'un gouverneur savoyard. En 1388, cette prise de possession de Nice par la maison de Savoie n'est faite qu'à titre provisoire. Elle est confirmée en décembre 1391 quand les syndics de Nice firent hommage et prêtèrent serment de fidélité au représentant du comte de Savoie. Si les descendants de Charles de Duras renoncent à protester contre cette annexion, il n'en est pas de même pour la maison d'Anjou. Ce n'est qu'en 1419 que la veuve de Louis II d'Anjou, la reine Yolande, renonce au nom de son fils, Louis III, à ses droits sur Nice. La même année Sigismond de Luxembourg ratifie la cession du comté à la maison de Savoie en tant que fief impérial du Saint-Empire romain germanique.
Les grands féodaux, à l'exception de quelques familles : les Grimaldi, les Berre, les Lascaris, émigrent sur la rive droite du Var, de façon à rester provençaux. Quoique située sur la rive droite, Gattières sera aussi arrachée à la Provence à la même époque. Amédée VII lance la création d'une nouvelle noblesse, qui se développera surtout aux XVIIe et XVIIIe siècles, et Jean Grimaldi reçoit une vingtaine de fiefs en reconnaissance de son action.
Monaco, alors génoise, mais détenue par les Grimaldi depuis 1297 se voit reconnaître son indépendance en 1489, par le roi de France et le duc de Savoie. Entre-temps, dans le reste de la Provence, le roi René s'avère être également le roi dont la faiblesse fait tomber la Provence entre les mains des rois de France. En effet, Louis XI lui fait comprendre que son héritage lui conviendrait. Le roi déshérite son successeur naturel, René II de Lorraine, au profit de Charles V d'Anjou. En 1481 ce dernier, sans successeur, est disposé à donner ses terres à Louis XI qui remporte ainsi une grande victoire sans aucune bataille. Louis XI s'empare donc de la Provence en 1481 qui devient définitivement française.

### Époque moderne (XVesiècle-XVIIIesiècle)

Carte de l'Italie en 1494.

Au XVIe siècle, les rois de France Charles VIII, Louis XII et François Ier) dirigent des guerres en Italie. René de Savoie, seigneur de Villeneuve-Loubet, se marie en 1498 avec Anne Lascaris, comtesse de Tende. Il appuie les intérêts du roi de France Louis XII pendant qu'il rétablit le 29 avril 1507 son autorité sur Gênes. Il va s'appuyer sur Georges Grimaldi, baron de Beuil, et Jean Grimaldi, seigneur de Levens. Georges Grimaldi refuse l'hommage au duc de Savoie et se propose de livrer Nice au roi de France. Le complot des Grimaldi ayant été dénoncé au duc de Savoie, ce dernier entre dans la Ligue de Cambrai pour se faire un allié de Louis XII. Il fait alors un procès à Georges Grimaldi qui se retire dans son château où il est finalement assassiné par son valet de chambre, le 5 janvier 1508. Le seigneur de Levens trouve refuge en Provence. Après avoir été banni à perpétuité, il obtiendra sa grâce en 1515 à la demande du roi de France, François Ier. Louis XII ne réussit pas à s'emparer du comté de Nice. Après la mort de Louis XII, François d'Angoulême devient roi de France sous le nom de François Ier. Il est le neveu de René de Savoie qu'il nomme gouverneur de Provence, le 26 janvier 1515, grand maître de France et grand-amiral de Méditerranée. Il rejoint le roi pour participer à la bataille de Marignan. Le retour de troupes d'Italie par le comté de Nice entraîne des dégâts importants à Sospel et à Beuil à leur passage.
En 1519, Charles Quint est élu empereur. Le connétable de Bourbon trahit le roi de France et passe au service de Charles Quint qui le nomme général de ses armées du midi. Charles II de Savoie, malgré le traité de Lyon signé avec François Ier, le 10 septembre 1523, s'allie avec Charles Quint. Le 30 juin 1524, les troupes, comprenant 22 000 hommes, commandées par le connétable de Bourbon arrivent à Nice après être passées par le col de Tende. Elles campent dans la plaine du Var. L'armée passe le Var, arrive à Draguignan le 26 juillet, et campe devant Marseille le 7 août. L'arrivée des troupes commandées par François Ier et Anne de Montmorency l'obligent à quitter Marseille le 24 septembre, à repasser le Var le 29 septembre. Le 10 octobre, c'est le connétable de Montmorency qui est devant Nice. Mais le connétable poursuit sa route pour aller rejoindre le roi en Italie où la campagne s'achève par la bataille de Pavie et la défaite des troupes françaises.
En 1539 le duc de Savoie Charles II décide de la création de la darse de Villefranche-sur-Mer, port militaire du comté de Nice et, plus généralement, du duché de Savoie.

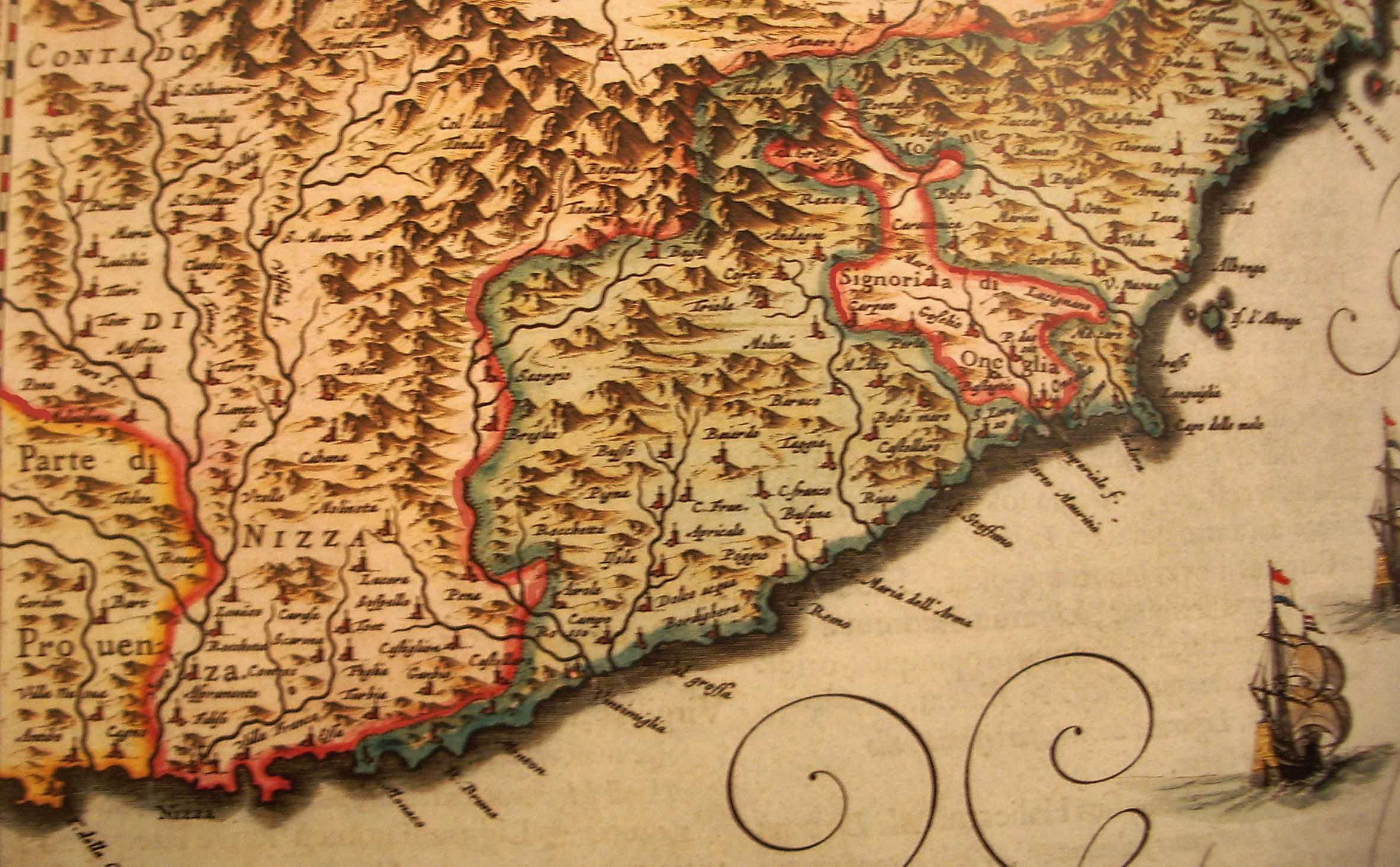
Le comté de Nice dans l'Atlas de Johannes Blaeu en 1664.

En 1543, Nice est assiégée par les troupes françaises du comte d'Enghien et la flotte ottomane de Khayr ad-Din Barberousse, le bey de Tunis, résultat de l'alliance de François Ier et de Soliman le Magnifique contre l'empereur Charles Quint. La ville est prise après vingt jours, mais à la suite de la résistance des derniers défenseurs du château, la flotte se retire. C'est là que se place l'épisode légendaire de Caterina Segurana. Le duc Charles-Emmanuel Ier de Savoie, en 1614, fait de Nice un port franc et y établit un sénat. La révolte du comte de Beuil est arrêtée en 1621. Le comté de Nice connaît la stabilité, contrairement à la partie orientale de la Provence où les révoltes sont fréquentes. S'inspirant du modèle des intendants des généralités établis en France, les ducs de Savoie vont établir des intendants généraux dans les différents provinces de leur État. Pour le comté de Nice, le premier texte citant un intendant général de Nice apparaît en 1689 dans des instructions de la Chambre des comptes adressées au chevalier Louis Morozzo nommé à l'intendance de Nice le 25 juin 1688. Cependant, la guerre entre la France et la Savoie reprend au cours du XVIIe siècle, et le comté de Nice est occupé par la France de 1691 à 1697 et de 1707 à 1713.
En 1713, le traité d'Utrecht détache la vallée de l'Ubaye du comté de Nice et donc de la Savoie en faveur du royaume de France en compensation de la perte de vallées alpines du Piémont. Administrativement, la vallée de l'Ubaye fut rattachée à la Provence.
Par le traité de Paris du 4 avril 1718, Victor-Amédée II, roi de Sicile et duc de Savoie, cède Le Mas, dans la vallée de l'Estéron, à Philippe d'Orléans, régent. En échange, celui-ci lui cède Entraunes et Saint-Martin-d'Entraunes.
Par le traité de Turin du 24 mars 1760, Charles-Emmanuel III, roi de Sardaigne et duc de Savoie, cède Gattières, Fougassières, Dos Fraires, Bouyon, Les Ferres, Conségudes, Aiglun, la majeure partie de Roquestéron et les plans de Puget-Théniers à Louis XV, roi de France. En échange, celui-ci lui cède Cuébris, Saint-Antonin, La Penne, une partie de Saint-Pierre, Puget-Rostan, Auvare, La Croix, Daluis, une partie de Saint-Léger ainsi que la place-forte de Guillaumes, préalablement démantelée.

### Époque contemporaine (XIXesiècle)

#### Première annexion française

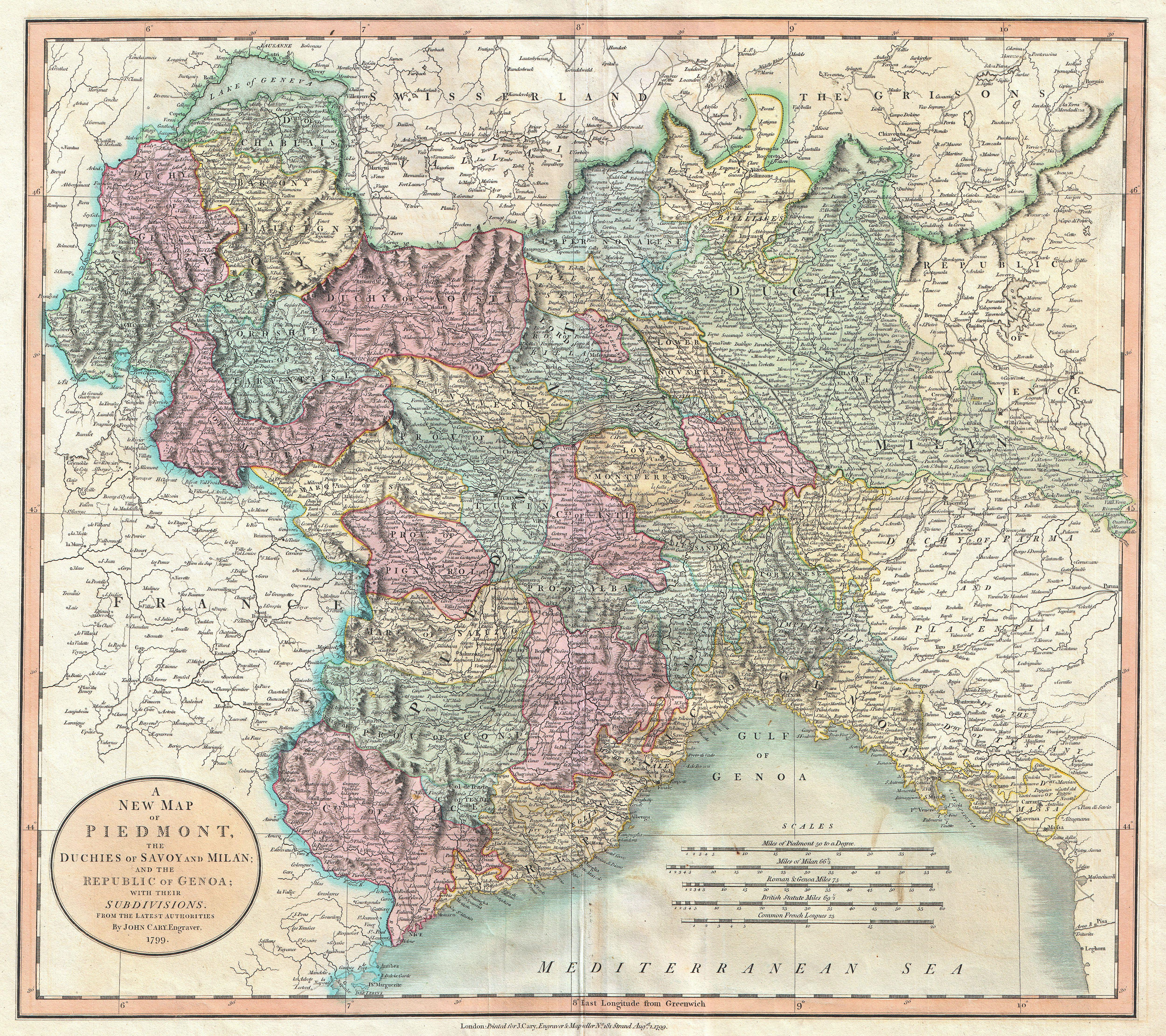
Carte anglaise du Nord-Ouest de l'Italie avec les régions du royaume de Sardaigne en 1799.

L'armée du Midi de la jeune République française menée par le général d'Anselme entre dans Nice le 29 septembre 1792. Le 31 janvier 1793, la Convention nationale « déclare au nom du peuple français, qu'elle accepte le vœu librement émis par le peuple souverain du ci-devant comté de Nice dans ses assemblées primaires, & décrète en conséquence que le ci-devant comté de Nice fait partie intégrante de la République française ». Le 4 février 1793, elle décrète que « le ci-devant comté de Nice, réuni à la République française, formera provisoirement un quatre-vingt-cinquième département, sous la dénomination des Alpes-Maritimes », que ce département, dont « le chef-lieu (…) sera la ville de Nice », « aura le Var pour limite à l'occident » et « comprendra toutes les communes qui sont à la rive gauche de ce fleuve, & tout le territoire qui composait l'ancien comté de Nice ». Le 14 février 1793, elle décrète que « la ci-devant principauté de Monaco est réunie au territoire de la République (française), & fait partie du département des Alpes-Maritimes ».
Les Barbets, des contre-révolutionnaires, luttent contre l'occupation française dans le Haut Pays niçois. Près de Duranus, le « Saut des Français » garde le souvenir de soldats français qui ont été jetés dans le vide au-dessus de la Vésubie. Durant le Premier Empire, le préfet Dubouchage œuvre au développement de Nice, avec l'aide des notables de la cité.
Par la signature du traité de Paris, le 10 mai 1796, le Comté de Nice et la Savoie sont officiellement cédés par le royaume de Sardaigne[réf. nécessaire]. Du 9 mai au 29 mai 1800, à la suite de revers français subis face aux Autrichiens en Italie durant la Deuxieme Coalition, Nice et son arrière-pays repassent, pour vingt jours, sous autorité sarde[réf. nécessaire].

#### Restauration sarde
Le comté revient, le 23 avril 1814, sous le contrôle du roi de Sardaigne Victor-Emmanuel Ier (1759-1824).
La publication de l'édit royal du 10 novembre 1818 de Victor-Emmanuel Ier qui procède à la réorganisation administrative du royaume de Sardaigne, aboutit à la disparition de la dénomination « comté de Nice » au profit de la « province de Nice ». Celle-ci forme avec deux autres provinces, celles d'Oneille et de Sanremo, la division de Nice. L'ajout de ces deux provinces à la province de Nice est destiné à compenser s'il se pouvait l'influence de Gênes, annexée au royaume en 1815. Par ailleurs, après l'annexion de la république de Gênes, l'ancien marquisat de Dolceacqua a été retranché du comté de Nice (avec Pigna et Seborga) et rattaché aux nouvelles provinces ligures. La principauté de Monaco, dont les princes ont été restaurés dans leurs anciens droits en 1814, passe du protectorat français au protectorat sarde en 1815 ; ses habitants ne sont plus que des demi-étrangers pour les habitants du comté de Nice. Menton et Roquebrune se révoltent du reste contre leur prince en 1848 et deviennent des Villes libres administrées en fait par la maison de Savoie ; ces deux villes voteront avec le reste du comté de Nice lors du plébiscite de 1860 et seront annexées par la France en même temps que lui, puis rachetées par le Second Empire.

Carte de l'Italie en 1843.

Le décret royal du 23 octobre 1859, dit décret Rattazzi, crée la province de Nice (en italien : provincia di Nizza), divisée en trois « arrondissements » (en italien : circondari), à savoir :
- l'arrondissement de Nice (en italien : Circondario di Nizza), subdivisé en quatorze « mandements » (en italien : Mandamenti) :
  - Contes (en italien : Conti),
  - Guillaumes (en italien : Mandamento di Guglielmi),
  - Levens (en italien : Mandamento di Levenzo),
  - Nice (en italien : Mandamento di Nizza),
  - Puget-Théniers (en italien : Mandamento di Poggeto Tenieri),
  - Roquestéron (en italien : Mandamento di Roccasterone),
  - Saint-Martin-Latosque, aujourd'hui Saint-Martin-Vésubie (en italien : Mandamento di San Martino di Lantosca),
  - Saint-Étienne-de-Tinée (en italien : Mandamento di Santo Stefano di Tinea),
  - L'Escarène (en italien : Mandamento di Scarena),
  - Sospel (en italien : Sospello),
  - Tende (en italien : Mandamento di Tenda),
  - Utelle (en italien : Mandamento di Utelle),
  - Villefranche-sur-Mer (en italien : Mandamento di Villafranca Marittima),
  - Villars-sur-Var (en italien : Mandamento di Villar sul Varo ou Villar del Varo) ;
- l'arrondissement de Port-Maurice (en italien : circondario di Porto Maurizio) ;
- l'arrondissement de Sanremo (en italien : circondario di Sanremo).

#### Seconde annexion française

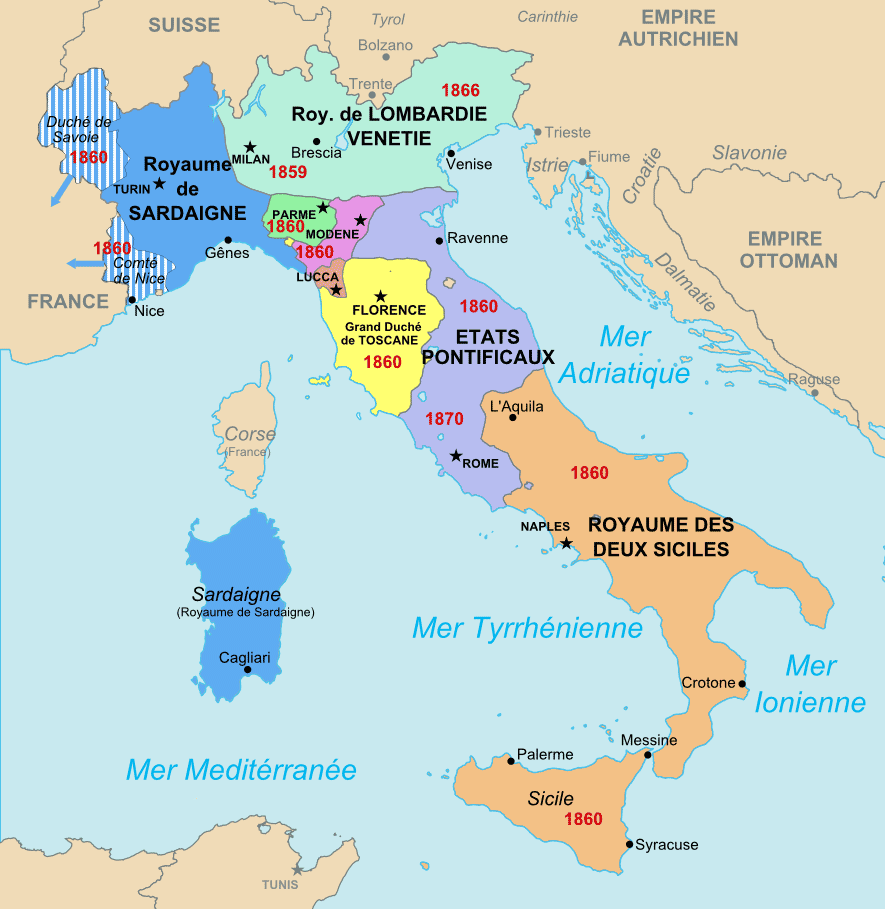
Les États italiens et l'unification italienne.

C'est à la suite des entretiens de Napoléon III avec le comte de Cavour, en 1858, dans la fameuse « entrevue de Plombières » (Plombières-les-Bains), qu'aboutira le rattachement du comté de Nice à la France.
En 1859, la France du Second Empire et le royaume de Sardaigne concluent une alliance dans le but de rejeter l'Autriche hors de l'Italie du Nord, la France devant recevoir le comté de Nice en récompense pour son aide. La même année, Napoléon III signe le traité de Villafranca di Verona qui met fin à la campagne d'Italie. Cependant, la Vénétie reste autrichienne, et la Grande-Bretagne et d'autres nations d'Europe, s'opposent à l'annexion de la Savoie et de Nice à la France, tout comme Giuseppe Garibaldi.
Le 24 mars 1860, Napoléon III et Victor-Emmanuel II signent le traité de Turin, qui prévoit l'annexion de Nice à la France en échange d'une aide de Napoléon III contre les Autrichiens et d'une assistance à Victor-Emmanuel II dans son désir d'unifier l'Italie. Un plébiscite est organisé. Le circondario di Nizza devient français. Divisé en un arrondissement de Nice et un arrondissement de Puget-Théniers, et augmenté de l'arrondissement de Grasse détaché du département du Var, il forme dorénavant le nouveau département des Alpes-Maritimes. Le 14 juin 1860, les troupes impériales françaises entrent dans Nice et l'annexion est célébrée. Le traité de Turin conserve dans le giron italien les communes de Tende et de La Brigue ainsi que plusieurs hameaux, dont Mollières et Morignole, car constituant des réserves de chasse favorites du roi Victor-Emmanuel II (quoiqu'on ait également suspecté des objectifs militaires, la nouvelle frontière étant difficilement défendable par la France). Toutes ces localités finiront par devenir françaises à l'issue de la Seconde Guerre mondiale par le traité de Paris (1947), dernier ajout majeur au territoire national français et au département des Alpes-Maritimes. En 1926, l'arrondissement de Puget-Théniers est supprimé à des fins économiques, et réuni à celui de Nice.
Le diocèse de Nice, qui dépendait de l'archidiocèse de Gênes, dépend à partir de 1860 de l'archidiocèse d'Aix-en-Provence. C'est en 1886 que l'arrondissement de Grasse (à l'exception de l'île Saint-Honorat) fut détaché du diocèse de Fréjus pour être rattaché à celui de Nice ; Garavan qui appartenait alors au diocèse de Vintimille est également rattaché à celui de Nice. L'évêque de Nice perd cependant sa juridiction sur Monaco, qui est doté d'un abbé nullius en 1868 puis d'un évêque en 1887, élevé par la suite au rang d'archevêque (l'archidiocèse de Monaco dépendant directement du pape).
Du fait de l'annexion, toute forme d'enseignement supérieur disparaît à Nice après 1860, et il faudra attendre le XXe siècle pour que soit créée ce qui deviendra en 1965 l'université de Nice. De plus, la cour d'appel de Nice est supprimée. Des mouvements culturels et politiques de type régionaliste ou nationaliste militent pour une reconnaissance officielle de la spécificité culturelle du Pays niçois.

## Composition
Le comté de Nice, dont les frontières ont peu varié depuis 1388, sauf marginalement, comprend notamment, issues de la Provence orientale, les « Terres neuves de Provence » qui incluent les vigueries de Nice, du val de Lantosque, du comté de Vintimille, de la viguerie de Puget-Théniers, outre la baillie de Barcelonnette et la baronnie de Beuil, déjà acquises en 1383 à la maison de Savoie. Au XVIe siècle, s’y ajoutent la seigneurie de Dolceacqua (1524) et le comté de Tende (1581).
Après la dédition de Nice à la Savoie, le territoire nouvellement soumis à l'autorité de la maison de Savoie est parfois désigné sous le nom de « Terres neuves de Provence ». Celles-ci auraient pris le nom de « comté de Nice » en 1526, dans les actes de la chancellerie de Savoie. L'expression « comté de Nice » est néanmoins mentionnée dès 1422 dans un acte du vice-gouverneur de Nice appelant « la commune de Nice et celles du comté » à envoyer des délégués auprès du gouverneur. En 1474, le terme est également utilisé par Yolande de France, régente du duché de Savoie, dans deux de ses lettres interdisant que des blés soient exportés du « comté de Nice ». Le comté est un des fiefs impériaux du Saint-Empire romain germanique même si le terme « comté » a alors plus un sens administratif que féodal. C'est à peu près à cette époque que le blason de Nice apparaît sous l'égide des comtes de Savoie : il apparaît une première fois en 1502. Cependant, d'après Henri Costamagna de l'université de Nice, le terme de comté serait apparu dès 1422 et aurait été utilisé « avec une certaine constance » à partir de la fin du XVe siècle puis officialisé en 1574.
La maison de Savoie n’a pas, dans les premiers temps, désigné uniformément les territoires qu'elle avait acquis en 1388. Ainsi, selon l'historien Laurent Ripart, l'expression « Terres de Provence » ne fut pas employée avant le XVIe siècle (bien que cela soit contredit par la conclusion du Compendion de l'Abaco, premier livre imprimé en occitan, qui en 1492 précise avoir été écrit par « Frances Pellos, citadin de Nisa […] Laqual es cap de Terra Nova de Provensa »). Auparavant, de longues périphrases étaient utilisées, comme « la cité de Nice et les terres adjacentes de Provence ». À partir du XVe siècle, ce qui n’étaient que les « terres savoyardes de la Provence orientale » évoluent en une patria, c'est-à-dire une province dont la cohérence est assurée par la domination territoriale de la ville de Nice. Le comté de Nice a donc uni des territoires — ceux qui ne faisaient pas partie de la viguerie de Nice — qui n'étaient pas auparavant tournés vers Nice, aboutissant à un « pays niçois ».
En 1818, Victor-Emmanuel Ier procède à une réorganisation administrative du royaume de Sardaigne qui aboutit à l'abandon de l'appellation « comté de Nice » au profit de la « province de Nice », elle-même rattachée à une division de Nice (divisione di Nizza),. En 1859, cette dernière devient la province de Nice, composée de trois « arrondissements » (circondari). Ainsi, le traité de cession de la Savoie et de Nice à la France en 1860, mentionne le nom de « circondario di Nizza », traduit comme « arrondissement de Nice ».
En 1921, l'arrondissement de Nice comptait 50 communes, et celui de Puget-Théniers 48 communes.

## Géographie
Le territoire du comté de Nice correspond à peu près à l'actuel arrondissement de Nice dans le département des Alpes-Maritimes. Ainsi, le comté de Nice comporte une côte étroite, d'une trentaine de kilomètres de long (en excluant les littoraux de Monaco, Menton et Roquebrune, ces deux dernières villes n'ayant jamais fait partie du comté de Nice) et les vallées du Var, de l'Estéron, de la Tinée, du Paillon, de la Vésubie, de la Bévéra et de la haute Roya, jusqu'à la ligne alpine de partage des eaux, laquelle sépare le comté du domaine piémontais. Toutefois, le comté de Nice est considéré par les géographes italiens comme faisant partie de la région géographique italienne dont le fleuve du Var est la frontière occidentale.

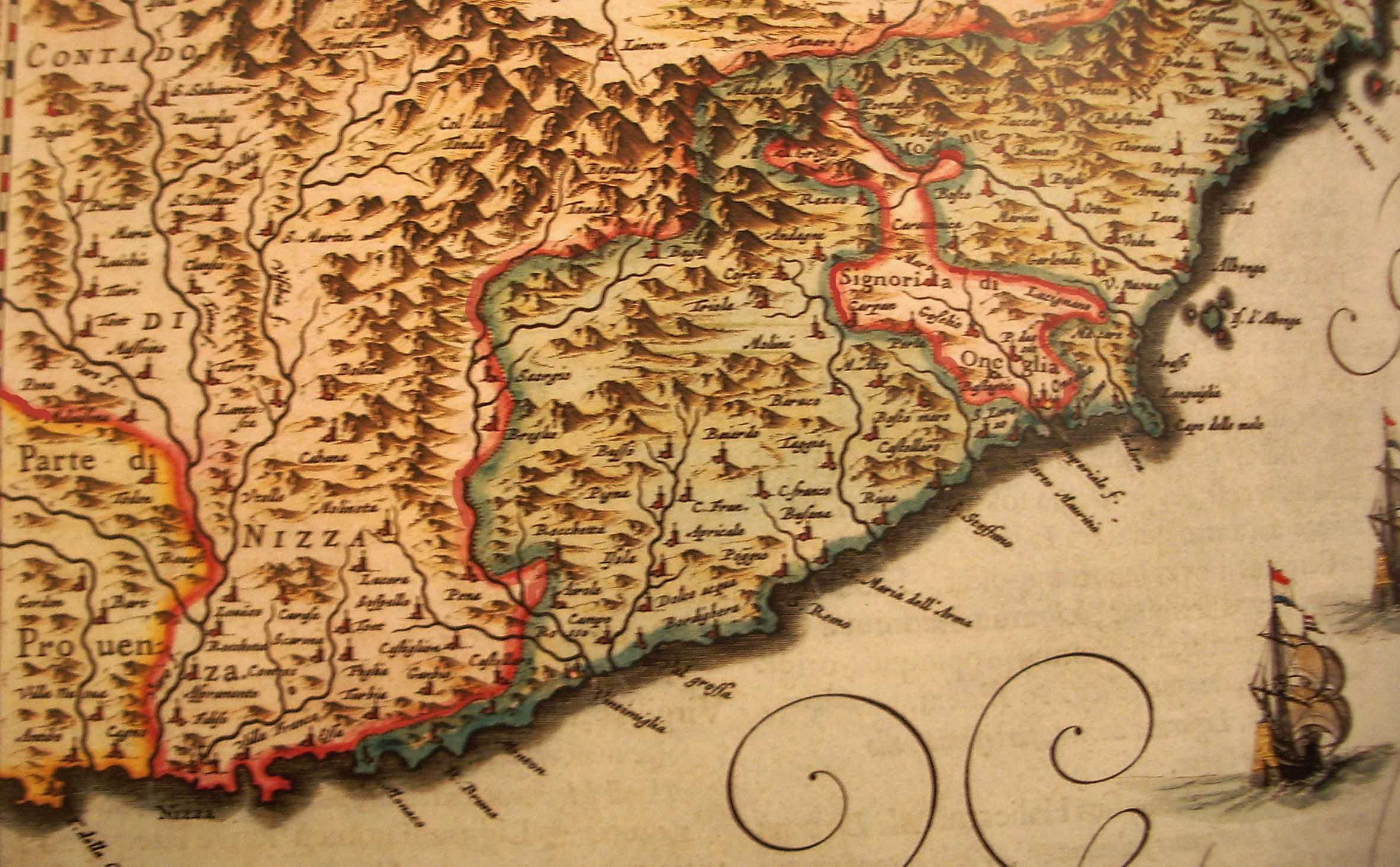
Le comté de Nice et la principauté d’Oneille, par Johannes Blaeu (1665).

Le comté de Nice a été durant quatre siècles le seul débouché maritime des États de Savoie et de la route du sel (à l'exception de l’enclave d'Oneille) jusqu'à ce que la république de Gênes, qui comprenait l'actuelle Ligurie et une partie du Bas Piémont (Novese (it) et Ovadese (it)), ne soient annexées en 1815 par le royaume de Sardaigne.

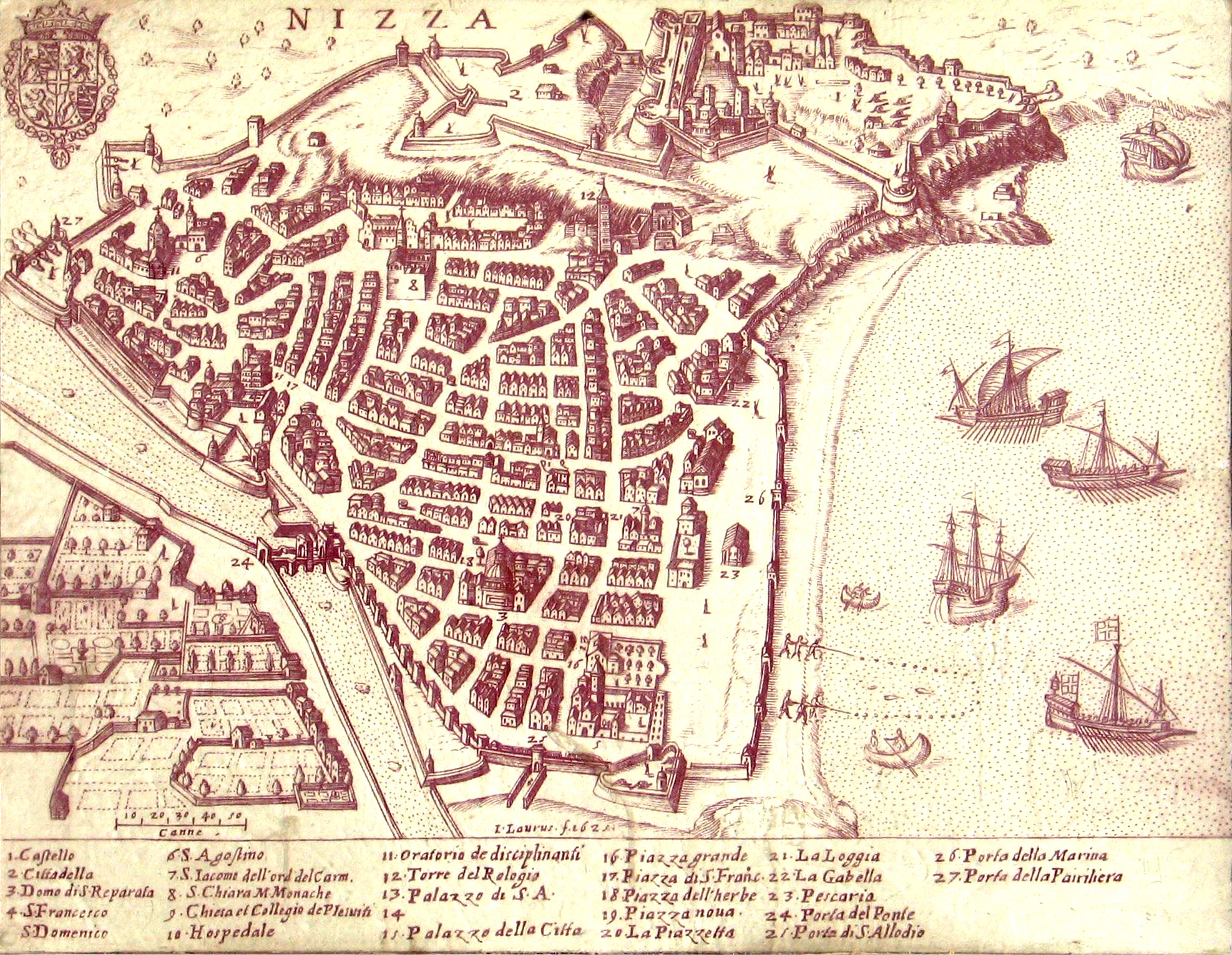
La ville de Nice et son port en 1624.

La ville principale du comté a toujours été Nice, centre à vocation marchande qui fut en mesure de se distinguer des petites villes et villages de la côte et de l'intérieur des terres, depuis le début du Moyen Âge.

### Démographie
La population du territoire correspondant à l'ancien comté vit essentiellement à Nice et sur le front de mer. Dans l'arrière-pays, on remarque cependant les municipalités de Contes, Tourrette-Levens, Levens, Sospel, l'Escarène et Breil-sur-Roya. Selon le recensement de 2015, 12 communes dépassent 3 500 habitants. Elles sont reprises dans le tableau ci-dessous.
| Rang | Nom de la localité      | Population totale (2015) |
| ---- | ----------------------- | ------------------------ |
| 1    | Nice                    | 346 055                  |
| 2    | Beausoleil              | 13 742                   |
| 3    | La Trinité              | 10 285                   |
| 4    | Contes                  | 7 520                    |
| 5    | Saint-André-de-la-Roche | 5 457                    |
| 6    | Villefranche-sur-Mer    | 5 159                    |
| 7    | Tourrette-Levens        | 4 924                    |
| 8    | Levens                  | 4 786                    |
| 9    | Cap-d'Ail               | 4 766                    |
| 10   | Drap                    | 4 483                    |
| 11   | Sospel                  | 3 849                    |
| 12   | Beaulieu-sur-Mer        | 3 756                    |

### Hydrographie

#### Var
Le Var jaillit à Estenc, hameau de la commune d'Entraunes. Source située à une altitude de 1 790 mètres, au sud du col de la Cayolle (2 326 m) dans les Alpes-Maritimes. Son parcours de 114 kilomètres s'achève dans la mer Méditerranée entre Nice et Saint-Laurent-du-Var. Il est à noter que le Var est le seul fleuve qui ne traverse plus le département français qui porte son nom. D'autre part, une partie de son cours aval servait de frontière avec la Provence.
Le niveau du cours d'eau est habituellement bas, 50 à 100 m3/s en règle générale, mais il est réputé pour ses crues soudaines et importantes, son débit monte alors en quelques heures à 1 000 m3/s, atteint 3 500 m3/s en crue centennale et jusqu'à 5 000 m3/s en crue millennale. Sa dernière crue importante eut lieu le 3 octobre 2020. Le module du fleuve à Nice est de 49,4 m3/s.

#### Roya
La Roya (en royasque, brigasque ou intémélien, Röia/Ròia) est un fleuve côtier qui prend sa source en France au col de Tende, dans le département des Alpes-Maritimes et rejoint la mer Méditerranée en Italie à Vintimille. Sur une longueur totale de 60 km, seuls les quinze derniers kilomètres se trouvent en Italie, à proximité de Vintimille. Ses principaux affluents sont en rive gauche la Lévenza, le vallon de la Bendola, vallon de Caïné, Carleva, Fanghetto et en rive droite le torrent de Bieugne, Caïros, la Lavina et la Bévéra. La longueur référencée en France est de 40,1 km. Longueur totale de 62,25 km, débit moyen de 10 m3/s en crue jusqu'à 1 300 m3/s.

#### Vésubie
La Vésubie (Vesúbia, en occitan niçois) est une rivière des Alpes-Maritimes, affluent du Var, qui se forme à 2 665 m d'altitude au lac Blanc, dans le massif du Mercantour-Argentera. Le cours d'eau traverse huit communes, parmi lesquelles Saint-Martin-Vésubie, Roquebillière, Lantosque et Levens où elle rejoint le Var. D'une longueur de 45 kilomètres, le cours d'eau reçoit onze affluents dont les plus importants sont :
- le Boréon,
- la Gordolasque,
- le Riou de la Bollène,
- le Riou du Figaret.

#### Tinée
La Tinée (Tinea, en occitan niçois), principal affluent du Var en rive gauche, a une longueur de 69,9 kilomètres. Elle prend sa source à 2 702 m dans le nord du massif du Mercantour-Argentera, en contrebas de la cime des Trois Serrières, et rejoint ensuite le Var, au niveau des gorges de la Mescla, sur les communes de Tournefort et d'Utelle. Elle dessert principalement les communes de Saint-Étienne-de-Tinée, Isola, Saint-Sauveur-sur-Tinée, Clans et Utelle. Son bassin couvre une superficie de 743 kilomètres carrés.

## Culture

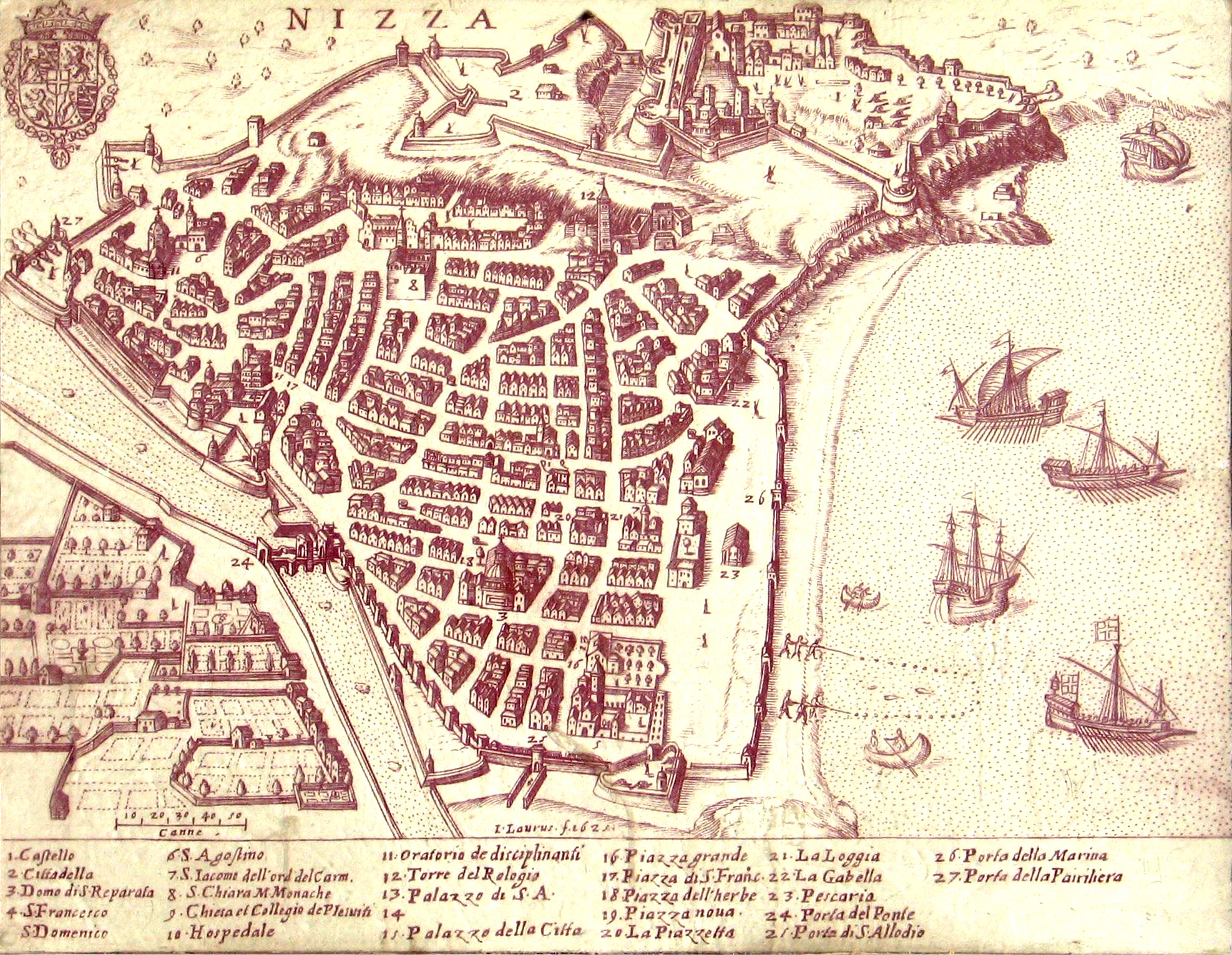
Carte de Nice de 1624 écrite en italien.

### Drapeau et blason
Le drapeau du comté de Nice correspond aux armoiries ainsi décrites : « D'argent à l'aigle couronnée de gueules au vol abaissé, empiétant une montagne de trois coupeaux de sinople issant d'une mer d'azur mouvant de la pointe et ondée d'argent ».
Dans sa Notice historique sur les blasons des anciennes provinces de France (1941), Jacques Meurgey, en soulignant que le comté n’a jamais possédé des armoiries spécifiques, attribua celles de la ville à toute la province, « D'argent à l'aigle essorante sur une montagne de sable », d’après Bara, Blason des Armoiries, Paris (1628). La mer est une addition récente.

### Langues
La langue historique du comté de Nice constitue au départ une forme de l'ancien provençal, avec toutefois une influence du ligure dans la vallée de la Roya. La dédition de 1388 a pour conséquence la différenciation progressive de langue parlée dans le comté par rapport à celle parlée en Provence. Contrairement au provençal qui évolue (exemple : utilisation de -ien au lieu de -ioun en dialecte maritime ou l'utilisation du -o atone qui remplace le -a final du féminin), elle conserve les traits archaïques de l'ancien occitan tout en recevant une influence des parlers italiens voisins (exemple : utilisation du double -s- dans Nissa au lieu de Niça provenant de Nicaea, qui est une autre forme de la forme italianisante Nicaea en Nizza).
Il existe des différences linguistiques entre les territoires du comté de Nice : si la langue reste plus proche de l'ancien provençal dans le haut et moyen pays, ce qui donne naissance au gavot, elle entame en revanche une évolution plus discernable à Nice et dans ses environs pour aboutir au niçois d'aujourd'hui.
Le 22 septembre 1561, le duc de Savoie Emmanuel-Philibert Ier signe l'édit de Rivoli par lequel l’italien remplace le latin comme langue pour la rédaction des actes officiels,. Néanmoins certaines communes de l'arrière-pays comme Puget-Théniers et Contes continuent à utiliser l'ancien provençal pour rédiger leurs comptes jusqu'au début du XVIIe siècle. En 1860, la population était majoritairement bilingue, italo-niçoise, et 85 % des habitants savaient parler l'italien en seconde langue, et 8 % avaient l'italien comme langue maternelle, mais ce pourcentage ira diminuant dans les décennies suivantes. Le français était surtout parlé par les élites urbaines et l'aristocratie locale par moins de 5 % des habitants : il était alors compris par peut-être moins d’un tiers des gens, mais le gros de la population, au moins 80 %, surtout rurale à l'époque, parlait l'une des langues locales : variantes du niçois, mentonasque, royasque, etc. Le français commencera à s'imposer avec la scolarisation obligatoire, à partir de 1880, avec la loi de Jules Ferry, ce qui débouchera à un certain déclin des langues locales et surtout celui de l'italien, aggravé par l’exode niçois.

### Traditions
La danse la plus représentative du comté est la farandole et ses variantes : brandi, mourisca (ou mauresque), passa cariera (passe-rue). Filles et garçons dansaient dans les rues et sur les places, le jour de la fête patronale du village, au son du fifre et du tambour, parfois du violon ou de la vielle à roue.